# Shoot-and-scoot
Shoot-and-scoot (dt.: schießen und abhauen) ist ein Einsatzgrundsatz der Artillerie.
Wegen der erzielten Fortschritte bei bunkerbrechenden Waffen ist die Festungsartillerie obsolet geworden, während die ungeschützte, gezogene oder selbstfahrende Artillerie mit Artillerieaufklärungsradar rasch geortet und ebenfalls bekämpft werden kann.
Als Konsequenz beziehen die Geschütze beim Shoot-and-scoot ihre Feuerstellung erst unmittelbar vor dem Einsatz und verlassen die Stellung nach dem Feuern sofort. Dazu sind selbstfahrende Geschütze erforderlich, die sich auf dem Gefechtsfeld verschieben können, typischerweise Panzerhaubitzen.
Eine ähnliche Taktik wenden aufklärbare Funkstellen der Fernmeldetruppe an, die mit Einsatz ihrer Funktechnik geortet werden können.